# 황거정
황거정(黃居正) 은 고려 말의 선비이고 조선 초의 문신(文臣)이다. 본관은 창원. 시중 황충준(黃忠俊)의 후손이다.

## 생애
1392년 7월 17일 조선 개국에 참여하여 같은 해 9월 27일에 개국공신에 추록되었고, 작위는 의원군(義原君)에 봉군되었다. 전라도 판군기감사(判軍器監事)를 지냈으며, 1396년(태조 5) 상의중추원사(商議中樞院事) 시절 시위감사(侍衛甲士) 안백(安白)의 아들의 불륜을 문책하였고, 1401년(태종 1)에는 제2차 왕자의 난을 평정하여 익대좌명공신(翊戴佐命功臣) 3등에 책록되었다. 1406년 참지의정부사(參知議政府事)를 역임했으며, 1408년에는 명나라에 사신으로 보내졌다. 그 외에도 좌군도총제(左軍都摠制), 형조판서 등을 지냈다.
1411년 부인이 세상을 떠나자 태종은 주위의 반대에도 쌀 20석, 종이 100권 등을 부조하였다.

### 공신 추탈
황거정은 이전에 귀양가 있던 이숭인에게 등골에 곤장을 때려 죽인 일이 있었다. 1411년, 황거정은 이 일이 알려지게 되면서 하옥되었고, 한 달이 채 지나지 않아 폐서인되었다. 이후 대간이 잇따라 격렬하게 극형을 요구하였고, 나중에 가산이 적몰되고 유배된 이후에는 별다른 벌을 주었다는 기록이 없다.

## 가족
- 아들 : 황효성(黃孝誠)

## 황거정이 등장하는 작품
- 《정도전》KBS, 2014년~2014년, 배우:최영